# Chiesa dell'Assunzione di Maria Vergine (Usseglio)
La chiesa dell'Assunzione di Maria Vergine è la parrocchiale di Usseglio, in città metropolitana e arcidiocesi di Torino; fa parte del distretto pastorale Torino Nord.

## Storia
All'inizio del Novecento l'antica chiesa non versava in buone condizioni e, inoltre, era insufficiente a soddisfare le esigenze dei fedeli; allora, scartata l'ipotesi di ampliarla, l'allora parroco don Brusa incaricò di redigere il progetto del nuovo luogo di culto l'ingegner Enrico Mottura. Il primo disegno presentato da quest'ultimo venne giudicato dispendioso e, così, ne redasse un altro, che fu invece approvato.
Così, il 7 luglio 1911 iniziò la costruzione della nuova parrocchiale in stile neobarocco; i lavori vennero tuttavia sospesi l'anno successivo, dopo la morte del progettista, avvenuta il 27 luglio.
L'opera rimase allora in sospeso fino al 1925, allorché fu ripresa dopo la modifica del progetto effettuata dall'architetto Giuseppe Gallo. Dopo il suo decesso, sopraggiunto nel 1927, egli venne sostituito dal figlio Bartolomeo, finché nel 1931 i lavori si interruppero nuovamente a causa della mancanza di fondi; la chiesa fu terminata il 30 novembre 1935, anche se l'interno rimaneva ancora incompleto. 
Nel 1958 si provvide a costruire le volte e il 16 agosto dell'anno seguente l'arcivescovo Maurilio Fossati benedisse la chiesa; dopo ulteriori lavori di sistemazione, nel 1963 le funzioni vennero in essa spostate e nel 1971, dopo l'adeguamento del luogo di culto alle norme postconciliari, monsignor Felicissimo Stefano Tinivella consacrò l'altare maggiore.

## Descrizione

### Esterno
La simmetrica facciata a capanna della chiesa, rivolta a sudest e rivestita in pietra, presenta un grande arco a tutto sesto sorretto da due colonne doriche, entro il quale sono inscritti, in posizione arretrata, il portale d'ingresso, sormontato da un timpano triangolare, e una finestra di forma bilobata.

### Interno
L'interno dell'edificio, la cui pianta è a croce greca, si compone di un'unica navata a base ottagonale, sulla quale si affacciano due cappelle laterali, introdotte da archi a tutto sesto, e le cui pareti sono scandite da pilastri sorreggenti la trabeazione modanata e aggettante sopra la quale si imposta la volta a forma di cupola, caratterizzata da costoloni; al termine dell'aula si sviluppa il presbiterio, sopraelevato di un gradino e coperto dalla volta a vela.
Qui sono conservate diverse opere di pregio, tra le quali la Via Crucis bronzea, due pale raffiguranti rispettivamente la Fuga in Egitto e la Pentecoste e una statua lignea della Madonna intagliata da artigiani gardenesi.